# Энермучаш (Советский район)
Энермучаш (луговомар. Эҥермучаш) — деревня в Советском районе Республики Марий Эл. Входит в состав Верх-Ушнурского сельского поселения.

## География
Находится в центральной части республики Марий Эл на расстоянии приблизительно 12 км по прямой на восток от районного центра посёлка Советский.

## История
Известна с 1802 года, когда здесь учтена 51 душа (мужского пола). В 1869 году здесь было 8 хозяйств. В 1905 году в 26 дворах проживали 138 человек. В 1939 году в 38 хозяйствах жили 180 человек. В 1956 году оставалось 19 хозяйств с населением 87 человек. В 1980 году в деревне в 22 домах проживали 106 человек, мари. В 2002 году в деревне насчитывалось 14 жилых домов. В советское время работал колхоз «У илыш».

## Население
Население составляло 43 человека (мари 100 %) в 2002 году.
| 2010 |
| ---- |
| 39   |